# Nesotragus

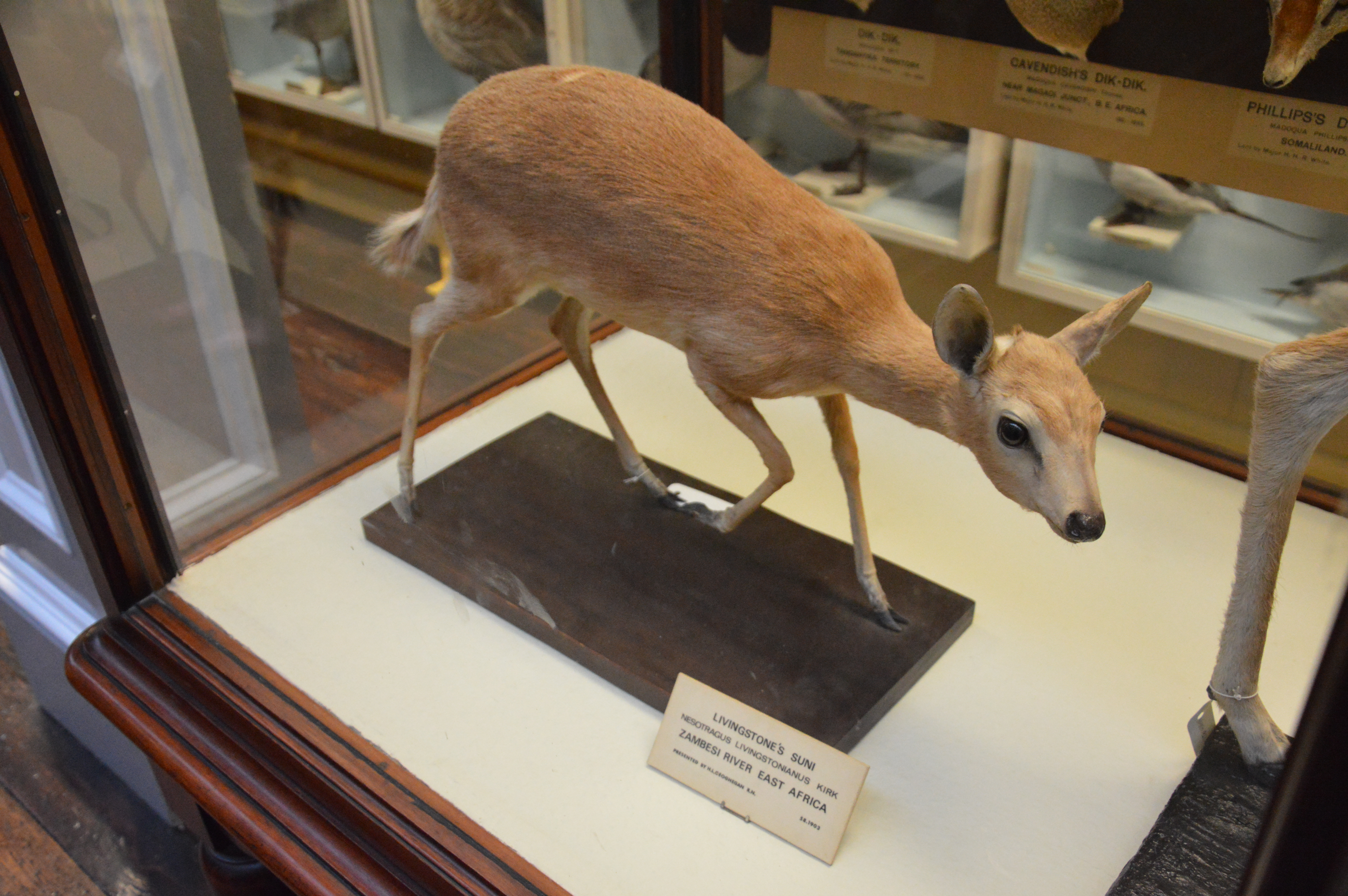
Nesotragus livingstonianus Kirk, hoy conocido como Neotragus moschatus (o como N. m. livingstonianus) en el Museo Nacional de Historia Natural de Irlanda, en Dublín.

Nesotragus es un género de mamíferos artiodáctilos de la familia de los  bóvidos, subfamilia de los antilopinos creado en el año 1846 por el naturalista sueco Von Dueben, en un trabajo publicado en la revista Ofvers. K. VetenskAcad. Förh. Stockholm, 3 (7): 221.
Inicialmente incluía las especies Nesotragus moschatus Von Dueben, 1846 y N. livingstonianus Kirk, 1865.
Pero más tarde el género fue abandonado, y ambas especies fueron incluidas en el género Neotragus C. H. Smith, 1827.

## Etimología
El nombre Nesotragus está formado por los elementos del latín científico neso- e -tragus. El primero es un calco del prefijo del griego antiguo νῆσο- nễso-, derivado de νῆσος nễsos, 'isla', y el segundo elemento deriva del sustantivo del griego antiguo τράγοσ trágos, 'macho cabrío', 'cabrón'. Literalmente, 'macho cabrío que está en el medio', 'macho cabrío intermedio'.

## Una nueva vida paraNesotragus

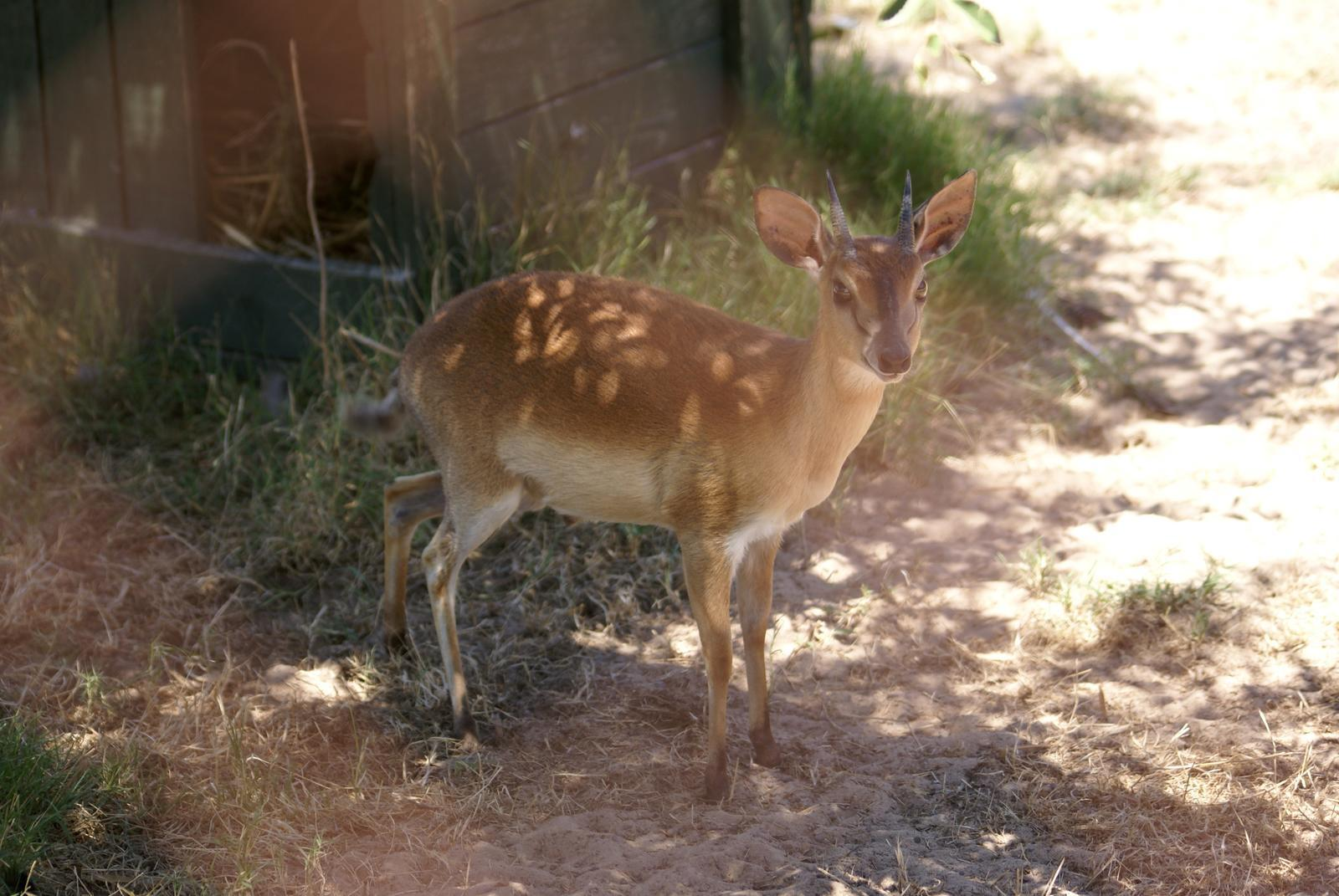
Nesotragus moschatus, reconocido por la mayoría de los autores como Neotragus moschatus.

En el año 2014, los investigadores Eva V. Bärmann, de la Universidad de Cambridge, y o su colega Tim Schikora, del Centro de Investigación de la Biodiversidad y el Clima de Frankfurt, en un estudio de la polimorfía del género Neotragus, afirmaron que, a pesar de que las especies de antílopes enanos se reunieron comúnmente en la tribu de los neotraguinos debido a su apariencia morfológica general, los análisis filogenéticos demostraron que no todos están estrechamente relacionados, por lo que sugirieron restringir el nombre de Neotragini al género-tipo Neotragus. En su estudio utilizaron secuencias del citocromo b mitocondrial y mediciones lineales del cráneo para investigar más a fondo la similitud de las tres especies de Neotragus. Estos análisis apoyan la estrecha relación de N. moschatus y N. batesi. Sin embargo, Neotragus pygmaeus, la especie-tipo —que nunca antes se incluyera en los análisis filogenéticos— no está estrechamente relacionada. Según estos autores, podría compartir un antepasado común más reciente con otro "antílope enano", el Oreotragus oreotragus, y con los duiqueros del taxon Cephalophini. Por lo tanto, sugirieron resucitar el género Nesotragus von Dueben, 1846 para Nesotragus moschatus y N. batesi, dejando a Neotragus pygmaeus como la única especie de su género.
Sin embargo, la mayoría de los autores no consideran válido el género Nesotragus.
Aunque la Unión Internacional para la Conservación de la Naturaleza incluye, en la página Neotragus, las tres especies Neotragus batesi, Neotragus pygmaeus y Nesotragus moschatus, en la página de Noeotragus moschatus los asesores de la UICN opinan que esta especie se incluye en el género Neotragus, junto con Neotragus batesi y N. pygmaeus, por varios autores, pero que allí se incluye en el género monotípico Nesotragus siguiendo a Ellerman et al. (1953), y Kingdon (2013).

## Clasificación de las tres especies, según Bärmann & Schikora
Por lo tanto, según estos autores, la clasificación de las tres especies citadas quedaría así:
- Tribu Nesotragini Gray, 1872
  - Género Nesotragus Von Dueben, 1846
    - Nesotragus batesi de Winton, 1903
    - Nesotragus moschatus (Von Dueben, 1846)
- Tribu Neotragini Sclater & Thomas, 1894
  - Género Neotragus Hamilton Smith, 1827
    - Neotragus pygmaeus (Linnaeus, 1758)